# Mouvements du désir
Pour plus de détails, voir Fiche technique et Distribution.
Mouvements du désir est un film franco-helvético-canadien réalisé par Léa Pool, sorti en 1994.

## Synopsis
Mouvements du désir est un road movie version ferroviaire : de Montréal à Vancouver la traversée d'un continent. Une histoire d'amour qui se dessine pendant que les paysages défilent. 
Une attraction entre deux passagers - Catherine et Vincent - qui croît avec les kilomètres et au rythme des quatre jours que dure le voyage. Les mouvements du désir s'expriment dans l'étrange huis clos du train : même unité de temps et de lieu

## Fiche technique
- Titre : Mouvements du désir
- Titre québécois : L'instant amoureux
- Réalisation : Léa Pool
- Scénario : Léa Pool, d'après une nouvelle de Roland Barthes
- Production : Peter Baumann, Denise Robert, Alfi Sinniger
- Musique : Zbigniew Preisner
- Photographie : Pierre Mignot
- Montage : Michel Arcand
- Décors : Serge Bureau
- Costumes : Sabina Haag
- Pays d'origine :  Canada  Suisse
- Langue : français
- Format : couleurs - 1,85:1 - Dolby Digital - 35 mm
- Genre : romance
- Durée : 93 minutes
- Date de sortie : 
  -  Canada : 1994
  -  France : 9 avril 1997
  -  Suisse : 1994

## Distribution
- Valérie Kaprisky : Catherine
- Jean-François Pichette : Vincent
- Jolianne L'Allier-Matteau : Charlotte
- William Jacques : Tom
- Mathew Mackay : Tadzio
- Élise Guilbault : Femme aveugle
- Jean Marchand

## Distinctions
- Film d'ouverture du 12e Rendez-vous du Cinéma Québécois 1994.
- Nomination au Prix Génie de la Meilleure actrice dans le rôle principal : Valérie Kaprisky - mars 1994.
- Nomination au Prix Génie de la Meilleure réalisatrice : Léa Pool - mars 1994.
- Nomination au Prix Génie du Meilleur montage : Michel Arcand - mars 1994.
- Nomination au Prix Génie du Meilleur costume : Sabina Haag - mars 1994.
- Nomination au Crystal Globe de Léa Pool au Festival international du film de Karlovy Vary - 1995.